# Rychta (Kyjevská oblast)
Rychta (ukrajinsky Ри́хта) je malá víska ve Vyšhorodském rajónu, Kyjevské oblasti na Ukrajině.
Obec je spravována selsovětem (ukrajinsky сільська́ ра́да) ve vesnici Bohdany (ukrajinsky Богдани). V roce 2001 zde žilo 53 obyvatel.
Vesnice se nachází ve čtvrté (nepojmenované) zóně radioaktivního znečištění způsobeného Černobylskou havárií.
 Podle provedených měření je místní úroveň obsahu kadmia v půdě 0,67 až 0,81 mg/kg (dovoleno 0,5 mg/kg). 

Zóny radioaktivního znečištění po Černobylské havárii